# Peters Kölsch

Peters Kölsch Logo

Peters Kölsch ist eine Marke des Unternehmensverbundes Haus Kölscher Brautradition GmbH innerhalb der Radeberger Gruppe der Oetker-Gruppe.

## Geschichte
Am 26. November 1847 erhielt Peter Josef Peters die Genehmigung, in Monheim Bier zu brauen. Dieses Datum wird heute als offizieller Gründungszeitpunkt der Brauerei geführt. Eine Bierbrautradition gab es in Monheim jedoch bereits seit dem Jahre 1262. Diese Jahreszahl steht heute noch auf älteren Kölsch-Stangen von Peters Kölsch. Der Firmenname wurde am 1. Januar 1965 in „Monheimer Brauerei Peters & Bambeck“ geändert und ab dem 1. Oktober 1999 firmierte die Brauerei unter dem Namen „Privatbrauerei Peters & Bambeck“. Das im Brausortiment befindliche Kölsch dieser Monheimer Brauerei wurde bis zum Jahre 1965 unter dem damaligen Markennamen Peters Echt Kölsch in den Handel gebracht.
In Umbauphasen der Brauerei wurde Peters Kölsch im Jahre 1991 von der Sieg-Rheinischen Germania Brauerei und später von der Kölschbrauerei Giesler im Lohnbrauverfahren gebraut. Die Peters & Bambeck Privatbrauerei in Monheim hatte im Jahre 2000 – neben Peters Kölsch – noch sechs weitere unterschiedliche Biersorten im Brau- und Handelssortiment: Altbier, Pils, Malzbier, Festbier, Weizenbier und Kräusen-Pils hefetrüb. Die Jahresgesamtproduktion lag zu dieser Zeit bei etwa 30.000 Hektorlitern, bei einem Fassbieranteil von etwa 95 Prozent. Im Jahr 2004 wurde die Privatbrauerei Peters & Bambeck aufgegeben und an Brau und Brunnen verkauft; kurze Zeit später folgte dann die endgültige Schließung der historischen Braustätte in Monheim am Rhein.

## Peters Kölsch heute
Peters Kölsch wurde seit 2004 durch die Gilden Kölsch Brauerei in Köln-Mülheim gebraut. gebraut, zwischen 2019 und 2021 verlagerte das Haus Kölscher Brautradition schrittweise seine Produktion aus der eigenen Brauerei, die an einen Immobilieninvestor verkauft wurde, zu Früh-Kölsch. Aus der Flasche gibt es dieses Kölsch in 0,33 l Bügelflaschen und – in „ausgewählten Getränkefachmärkten“ sowie im Peters Brauhaus – als „Littermännchen“ (Literflaschen). Die Jahresproduktion lag 2006 bei etwa 20.000 Hektolitern. Die Bezeichnung als „Traditionsbrauerei Peters & Bambeck - Familientradition seit 1847“ wurde auf den Etiketten der Bierflaschen bis 2012 beibehalten; seitdem wird nicht mehr mit diesen irreführenden Angaben geworben, sondern mit „In der Tradition von Peters & Bambeck“, wobei die eigentliche (produzierende) Braustätte weiterhin nicht auf den Etiketten ausgewiesen wird.

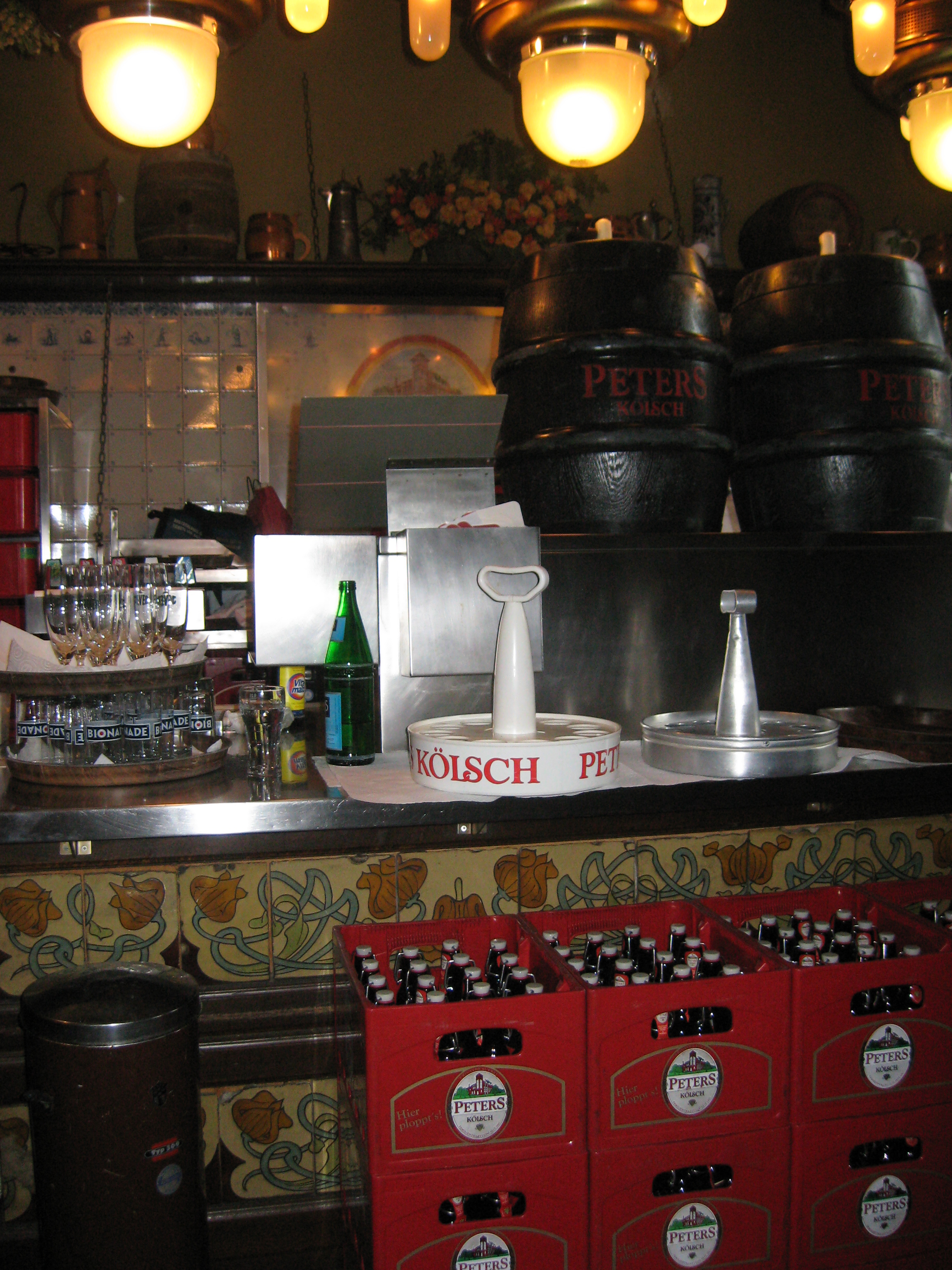
Fass- und Flaschenbier
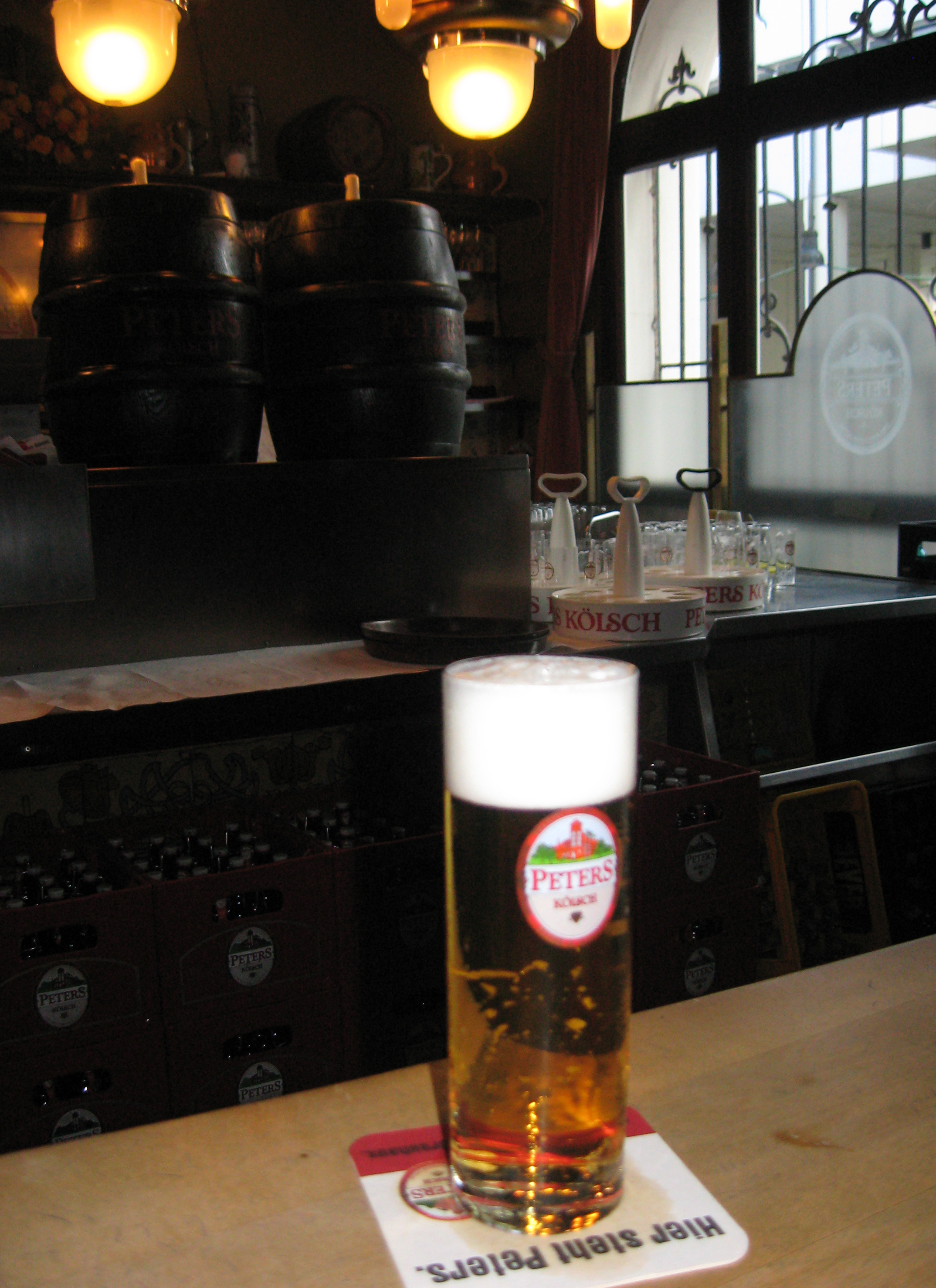
Frisch gezapftes Peters Kölsch
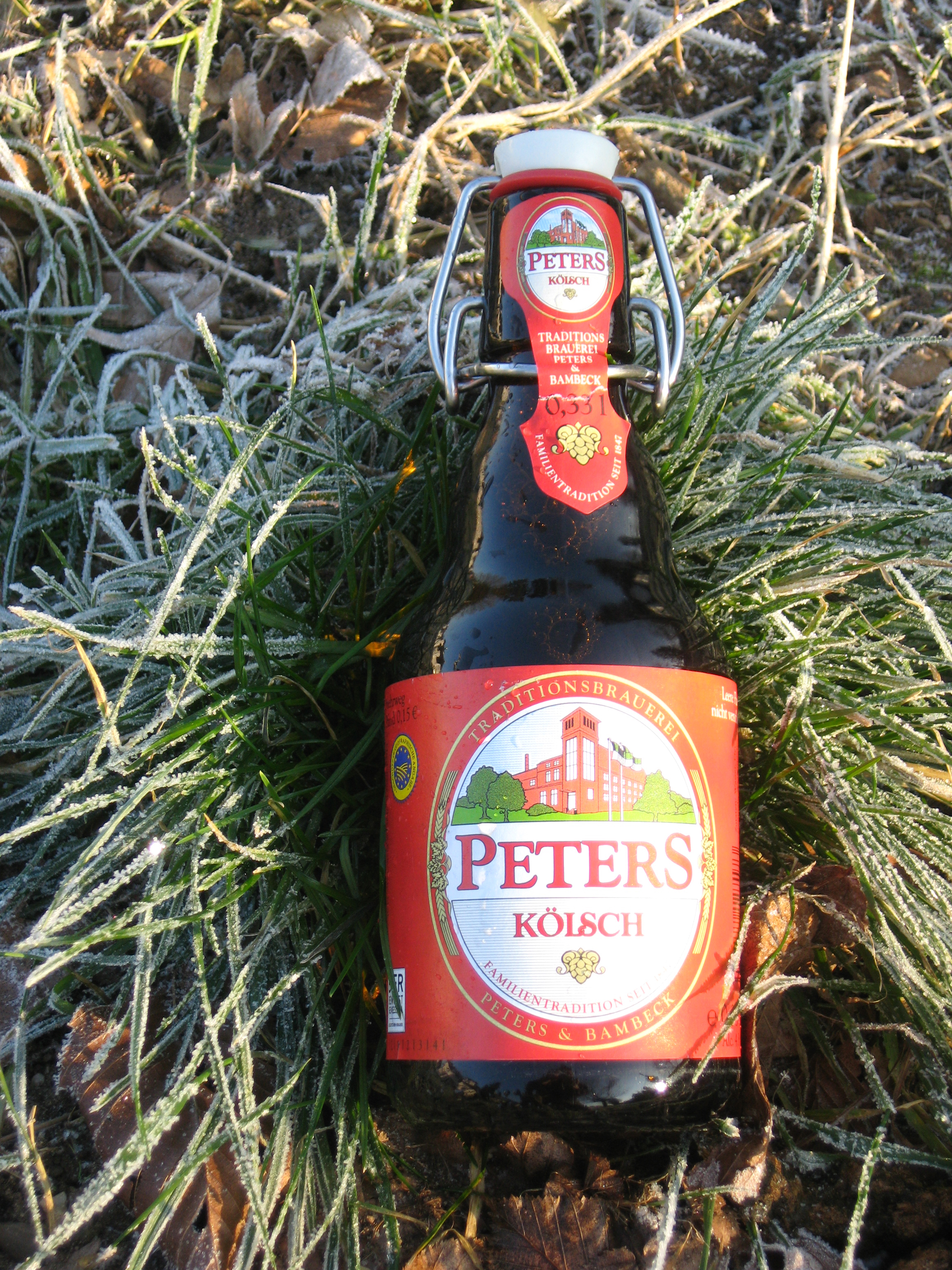
0,33 Liter Bügelflasche (Etikett bis 2012)
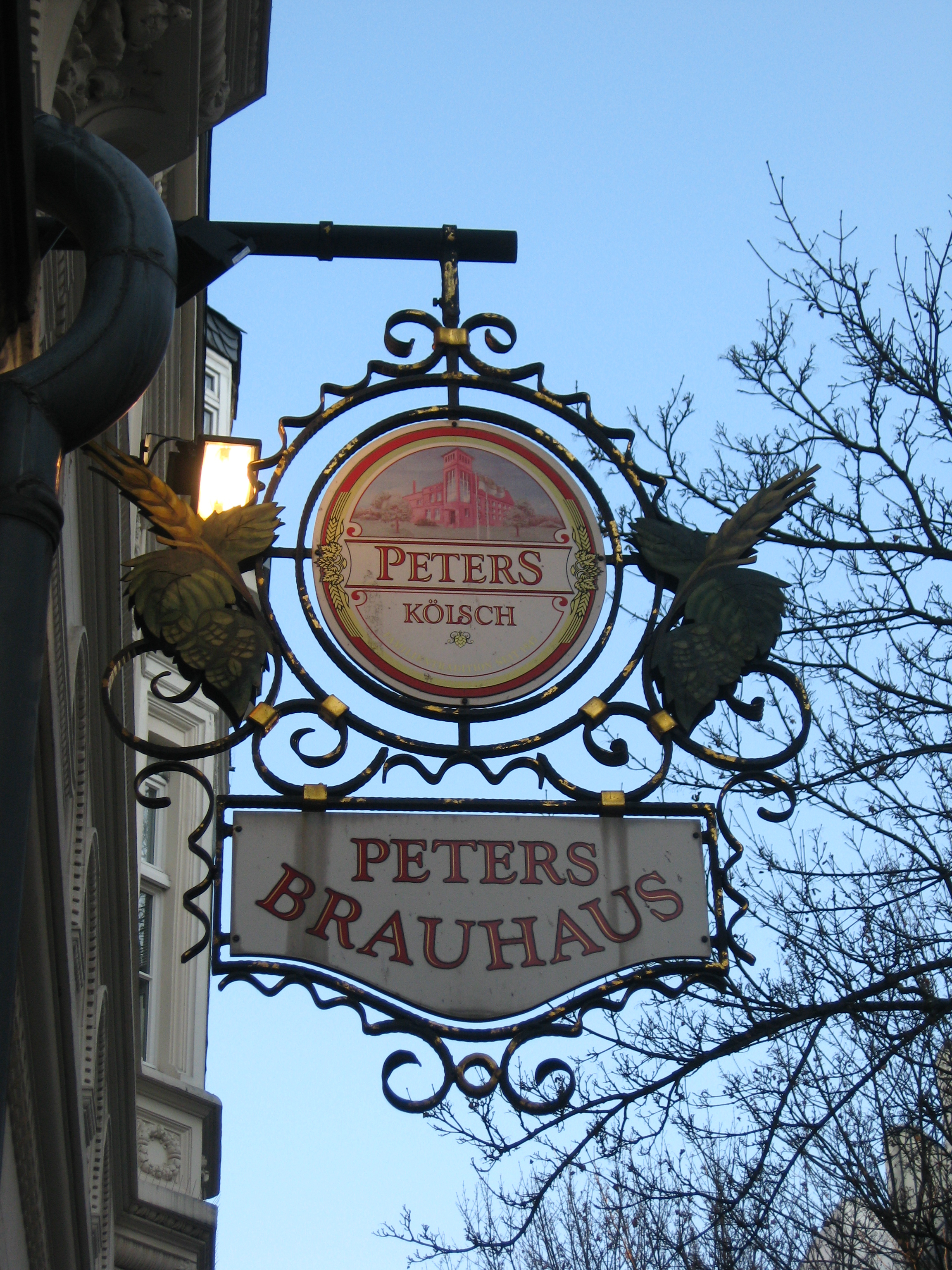
Schild am Peters Brauhaus

## Peters Brauhaus

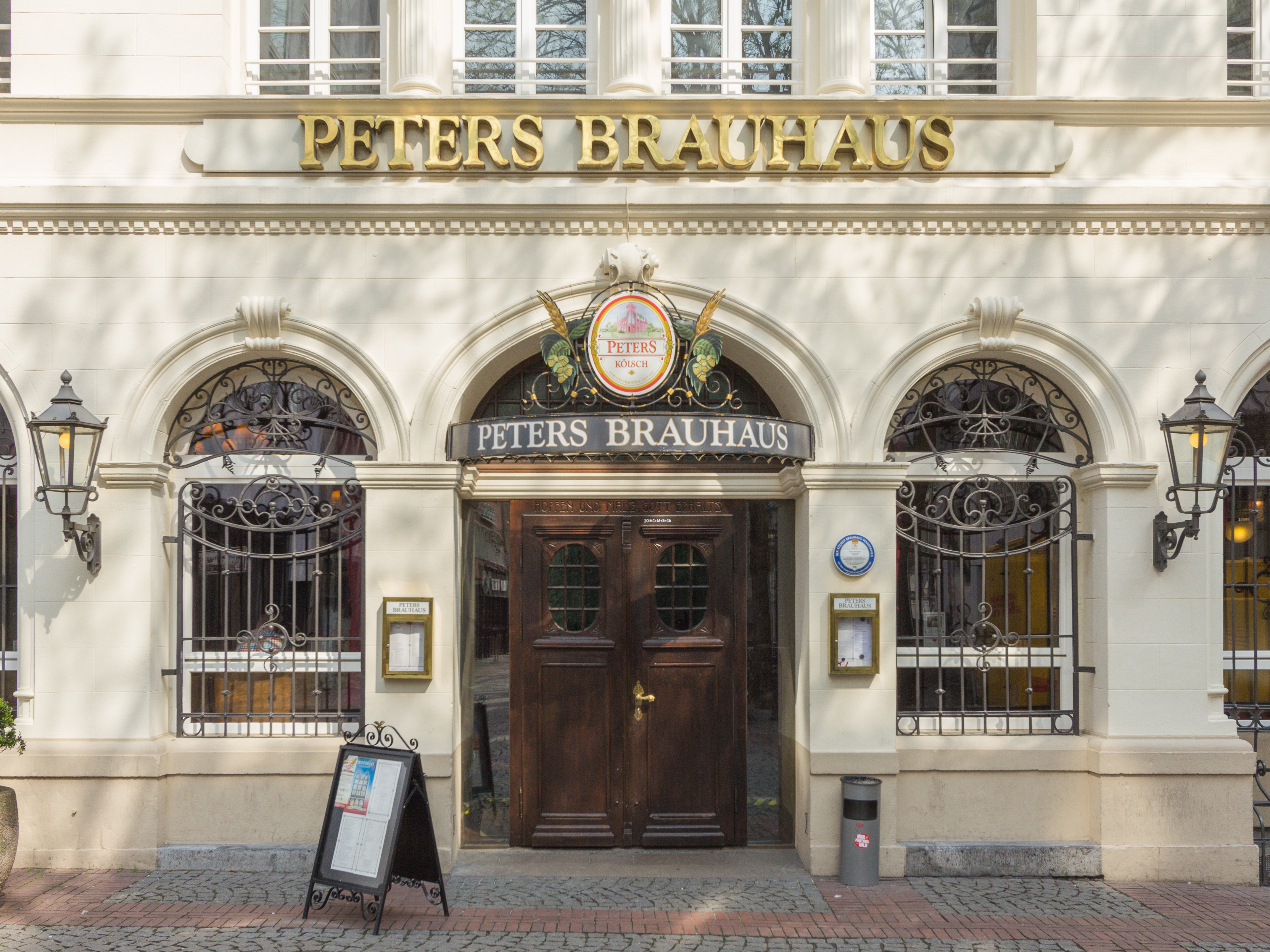
Peters Brauhaus

Die Brauerei Peters & Bambeck kaufte im Jahre 1994 das vormalige Brauhaus „Zum Kranz“ zu Beginn der Mühlengasse am Kölner Alter Markt und baute das historische Gebäude wieder in ein kölsches Brauhaus im ursprünglichen Stil zum „Peters Brauhaus“ um. Dieses ist heute auch eine Station des Kölner Brauhauswanderwegs, der den Spuren und Adressen historischer Kölner Brauereien und Brauhäuser folgt.

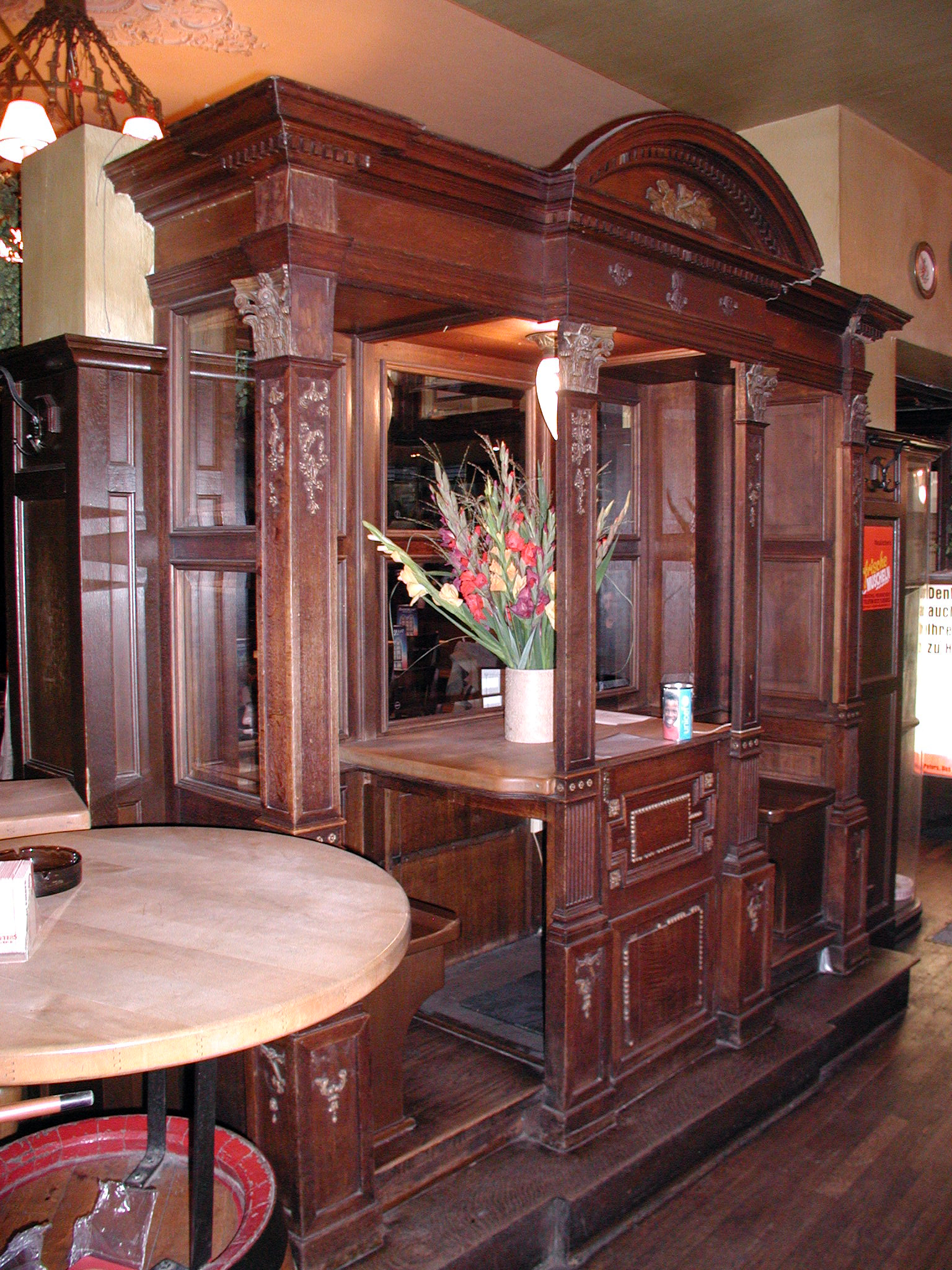
Thekenschaaf
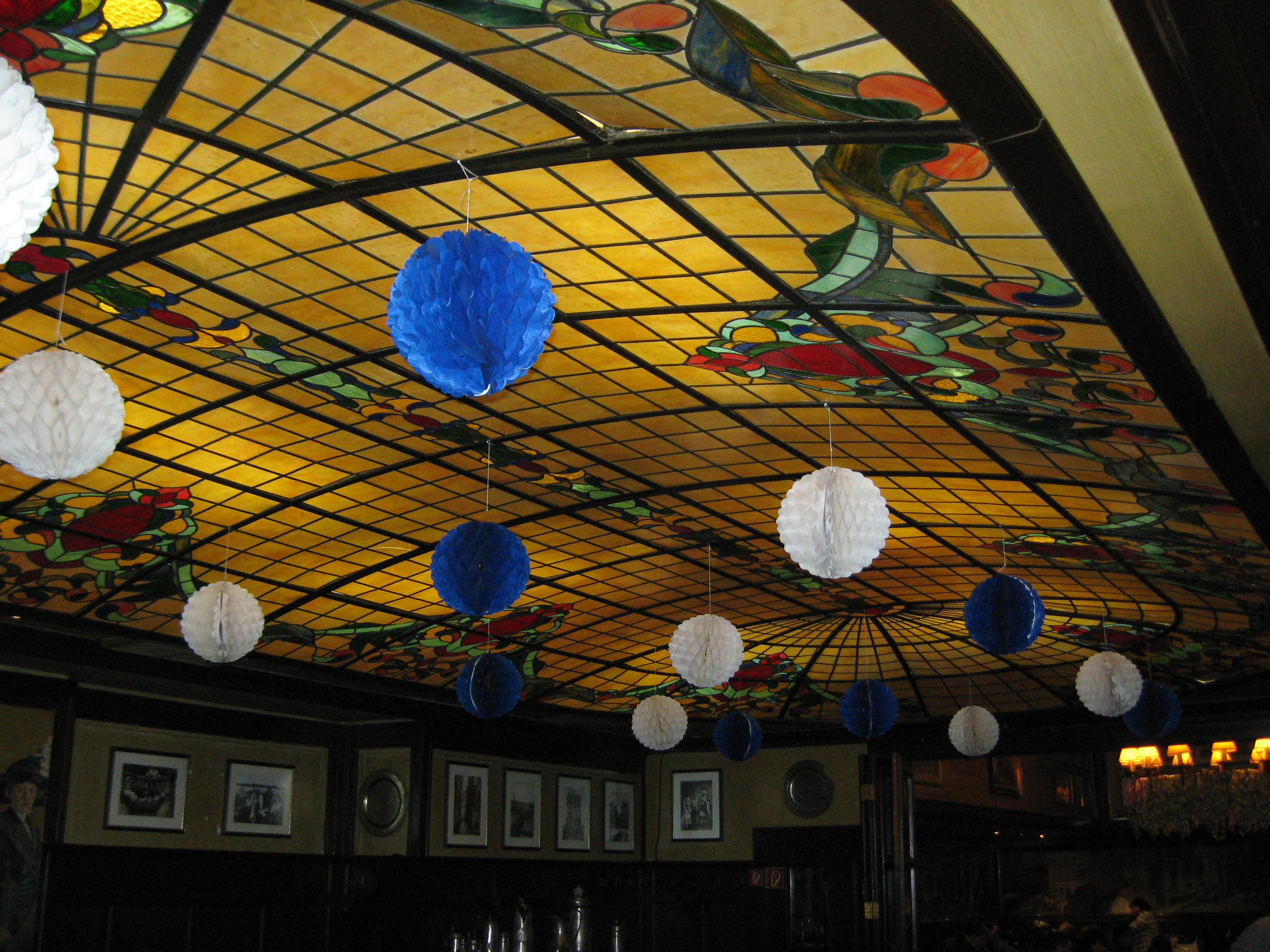
Bleiglasdecke
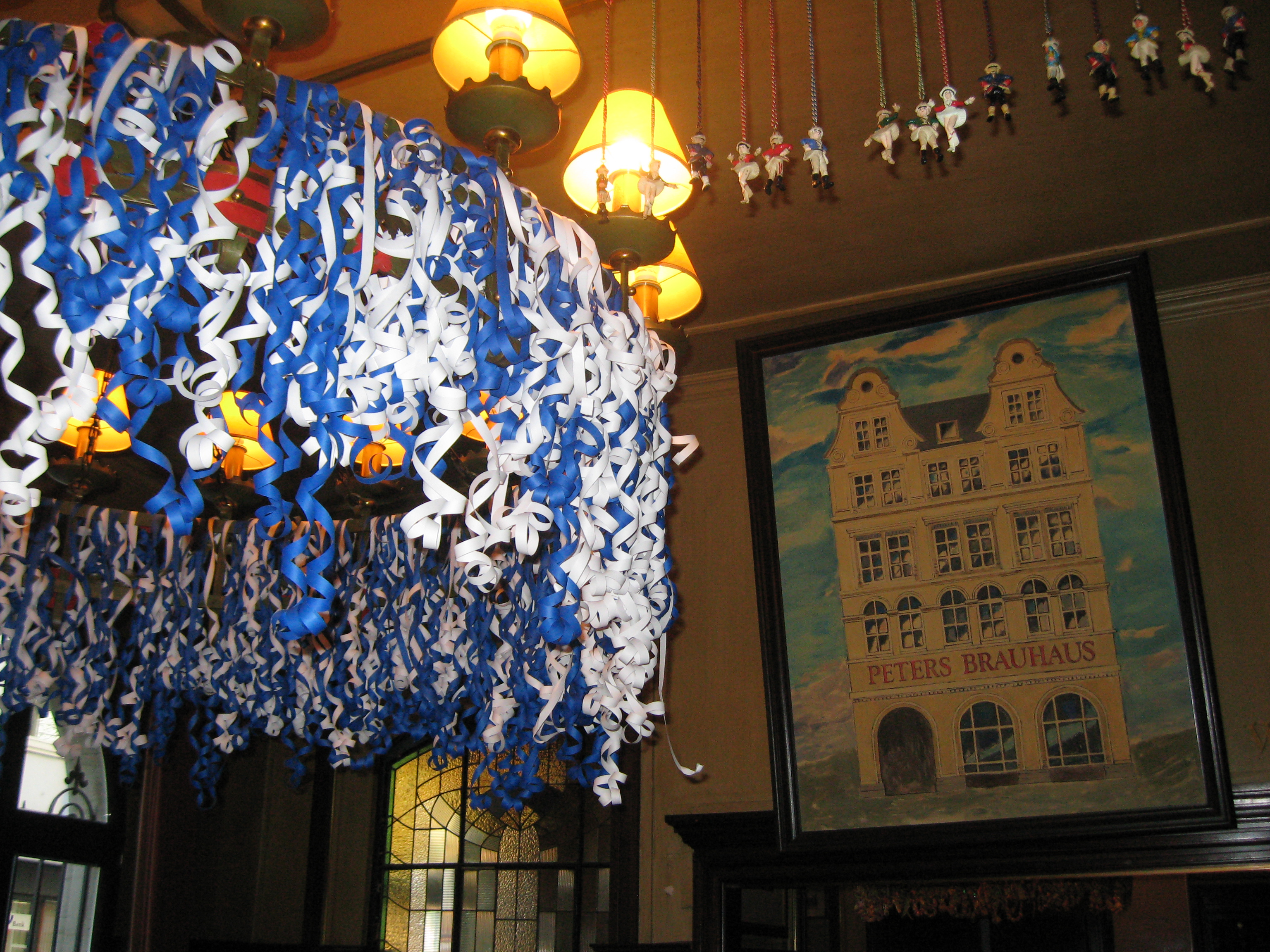
Dekoration